# Lycaena narsana
Lycaena narsana är en fjärilsart som beskrevs av Alberti 1973. Lycaena narsana ingår i släktet Lycaena och familjen juvelvingar. Inga underarter finns listade i Catalogue of Life.